# Цеков, Пасарби Кучукович
Цеков, Пасарби Кучукович (1 сентября 1922 — 14 декабря 1984) — абазинский советский поэт и писатель.

## Биография
Пасарби Кучукович Цеков родился в ауле Инжич-Чукун Хабезского района Карачаево-Черкесской АО. В 1926 году его семья переехала в Малоабазинку. После окончания семилетней школы поступил в Черкесское педагогическое училище. В 1939 году, после окончания училища, стал работать в абазинской газете «Черкес къапщ».
С августа 1941 по май 1944 служил в армии, участвовал в сражениях Великой Отечественной войны, был ранен.
С 1949 года работал учителем в школе аула Абаза-Хабль, затем стал директором школы в Тапанте. С 1959 года работал в газете «Коммунизм алашара», а в 1961 стал редактором абазинского отдела Карачаево-Черкесского областного радиовещания. В 1966—1967 годах учился на Высших литературных курсах при Литературном институте в Москве. После этого вновь работал в газетах, на радио, областном союзе писателей. В 1980 году оставил работу по болезни.
Пасарби Кучукович скончался 14 декабря 1984 года после продолжительной болезни. Похоронен в ауле Малоабазинка.

## Творчество
Первым литературным опытом Цекова стал перевод стихотворения А. С. Пушкина «Зимний вечер» на абазинский язык (1936 год). В 1939 году опубликовал своё первое стихотворение — «Сталинская конституция». Является автором сборников стихов и поэм «Подвиг комсомольца» («Акомсомолец йхъацӏара», 1958), «Приметы времени» («Азаман ахцӏара», 1969), «Сердце не знает забвенья» («Агвы хъаштылра гьацӏасым», 1972). Прозаические произведения Цекова — роман «Казма» (в двух частях, 1962—1965), повесть «Месть горного аула» («Ащхъаркт ащахахра», 1967).

## Память
В 1992 году, в год семидесятилетия Пасарби Кучуковича,  средняя школа села Грушка была названа его именем.